# Leusaba philippina
Leusaba philippina är en insektsart som beskrevs av Stsl 1870. Leusaba philippina ingår i släktet Leusaba och familjen Tropiduchidae. Inga underarter finns listade i Catalogue of Life.